# Shadows of Knight (Featuring Follow/Alone/Shake)
Shadows of Knight (Featuring Follow/Alone/Shake) (il disco fu pubblicato anche con il titolo di Shake) è il terzo (e ultimo) album dei The Shadows of Knight, pubblicato dalla Super K Records 1969.
Si chiude con quest'album la discografia ufficiale dei The Shadows of Knight, peraltro con il solo Jim Sohns superstite dei membri originali, registrato a New York, nel settembre del 1968 era stato pubblicato un singolo (brani: Shake e From Way Out to Way Under, dalla Team Records, TM 520) i relativi brani furono in seguito inseriti nelle ristampe su CD.

## Tracce
Lato A
1. Follow – 2:17 (Joey Levine)
2. Alone – 2:06 (Joey Levine, Steve Feldman)
3. Times & Places – 2:40 (Shaun Harris)
4. I Am What I Am – 2:48 (Danny Baughman, Jim Sohns)
5. Uncle Wiggley's Airship – 3:56 (Danny Baughman, Jim Sohns)
6. I Wanna Make You All Mine – 2:40 (Steve Woodruff, Jim Sohns)

Durata totale: 16:27
Lato B
1. Shake Revisited '69 – 3:28 (Joey Levine, Kris Resnick)
2. I'll Set You Free – 4:55 (John Fisher, Jim Sohns)
3. Under Acoustic Control – 0:28 (John Fisher, Jim Sohns, Steve Woodruff, Kenny Turkin)
4. Bluebird – 5:40 (Stephen Stills)
5. Back Door Man – 4:00 (Chester Burnette)

Durata totale: 18:31
Edizione CD del 1994, pubblicato dalla One Way Records (OW 30331)
1. Follow – 2:17 (Joey Levine)
2. Alone – 2:06 (Joey Levine, Steve Feldman)
3. Times and Places – 2:40 (Shaun Harris)
4. I Am What I Am – 2:48 (Danny Baughman, Jim Sohns)
5. Uncle Wiggley's Airship – 3:56 (Danny Baughman, Jim Sohns)
6. I Wanna Make You All Mine – 2:40 (Steve Woodruff, Jim Sohns)
7. Shake Revisited '69 – 3:28 (Joey Levine, Kris Resnick)
8. I'll Set You Free – 4:55 (John Fisher, Jim Sohns)
9. Bluebird – 5:40 (Stephen Stills)
10. Back Door Man – 4:00 (Chester Burnette)
11. From Way Out to Way Under – 2:55 (Joey Levine, Jeff Katz, Kris Resnick, Jerry Kasenetz) – Bonus Track
12. My Fire Department Needs a Fireman – 2:24 (Jerry Kasenetz, Jeff Katz) – Bonus Track
13. Shake – 2:30 (Joey Levine, Kris Resnick) – Bonus Track - 45 Version
14. Run Run Billy Porter – 2:18 (Kris Resnick, Joey Levine) – Bonus Track

Durata totale: 44:37
- La ristampa della One Way Records non comprende il brevissimo brano Under Acoustic Control, presente sull'ellepì originale.
- In alcune pubblicazioni il brano Back Door Man viene accreditato a Willie Dixon.

Edizione CD del 2009, pubblicato dalla Rev-Ola Records (CR REV 274)
1. Shake (45 Version) – 2:28 (Joey Levine, Kris Resnick)
2. My Fire Department Needs a Fireman – 2:19 (Jerry Kasenetz, Jeff Katz)
3. Run Run Billy Porter – 2:17 (Kris Resnick, Joey Levine)
4. Follow – 2:06 (Joey Levine)
5. Alone – 2:07 (Steve Feldman, Joey Levine)
6. Times & Places – 2:10 (Shaun Harris)
7. I Am What I Am – 2:43 (Danny Baughman, Jim Sohns)
8. Uncle Wiggley's Airship – 3:57 (Danny Baughman, Jim Sohns)
9. I Wanna Make You All Mine – 2:38 (Steve Woodruff, Jim Sohns)
10. Shake Revisited '69 – 2:56 (Joey Levine, Kris Resnick)
11. I'll Set You Free – 4:52 (John Fisher, Jim Sohns)
12. Under Acoustic Control – 0:17 (Kenny Turkin, Steve Woodruff, John Fisher, Jim Sohns)
13. Bluebird – 5:36 (Stephen Stills)
14. Back Door Man – 3:56 (Willie Dixon)
15. From Way Out to Way Under – 2:55 (Joey Levine, Jeff Katz, Kris Resnick, Jerry Kasenetz)

Durata totale: 43:17

## Formazione
- Jim Sohns - voce
- Daniel Danny Baugham - chitarra
- Steve Woody Woodruff - chitarra
- Lee Brovitz - basso
- John Fisher - basso
- Ken Turkin - batteria